# Beth Coats
Beth Jan Coats (ur. 20 lipca 1966 w Albuquerque) – amerykańska biathlonistka. W Pucharze Świata zadebiutowała 25 stycznia 1990 roku w Anterselvie, gdzie zajęła 44. miejsce w biegu indywidualnym. Pierwsze punkty zdobyła rok później, 24 stycznia 1991 roku w Anterselvie, zajmując 24. miejsce w tej samej konkurencji. Nigdy nie stanęła na podium w zawodach indywidualnych, jednak 20 marca 1994 roku w Canmore wspólnie z Joan Smith, Laurą Tavares i Ntalą Skinner zajęła drugie miejsce w sztafecie. Najlepsze wyniki osiągnęła w sezonie 1993/1994, kiedy zajęła 37. miejsce w klasyfikacji generalnej. W 1991 roku wystąpiła na mistrzostwach świata w Lahti, gdzie zajęła 39. miejsce w biegu indywidualnym i sprincie. Była też między innymi czwarta w biegu drużynowym podczas mistrzostw świata w Mińsku/Oslo w 1990 roku. W tym 1992 roku wystartowała na igrzyskach olimpijskich w Albertville, gdzie zajęła 47. miejsce w biegu indywidualnym. Brała też udział w igrzyskach w Lillehammer w 1994 roku, zajmując 33. miejsce w biegu indywidualnym, 51. miejsce w sprincie oraz ósme miejsce w sztafecie.

## Osiągnięcia

### Igrzyska olimpijskie
| Rok  | Miejscowość | Konkurencje | Konkurencje | Konkurencje | Konkurencje | Konkurencje | Konkurencje | Konkurencje |
| Rok  | Miejscowość | IN          | SP          | PU          | MS          | RL          | MR          | SR          |
| ---- | ----------- | ----------- | ----------- | ----------- | ----------- | ----------- | ----------- | ----------- |
| 1992 | Albertville | 47.         | –           | nd.         | nd.         | –           | nd.         | –           |
| 1994 | Lillehammer | 33.         | 51.         | nd.         | nd.         | 8.          | nd.         | –           |

### Mistrzostwa świata
| Rok  | Miejscowość | Konkurencje | Konkurencje | Konkurencje | Konkurencje | Konkurencje | Konkurencje | Konkurencje |
| Rok  | Miejscowość | IN          | SP          | PU          | MS          | RL          | MR          | SR          |
| ---- | ----------- | ----------- | ----------- | ----------- | ----------- | ----------- | ----------- | ----------- |
| 1991 | Lahti       | 39.         | 39.         | nd.         | nd.         | –           | nd.         | –           |
| 1995 | Anterselva  | 39.         | –           | –           | nd.         | 8.          | nd.         | –           |

### Puchar Świata

#### Miejsca w klasyfikacji generalnej
| Sezon     | Miejsce |
| --------- | ------- |
| 1989/1990 | -       |
| 1990/1991 | 45.     |
| 1991/1992 | -       |
| 1992/1993 | 74.     |
| 1993/1994 | 37.     |
| 1994/1995 | 58.     |